# Прясло (архитектура)

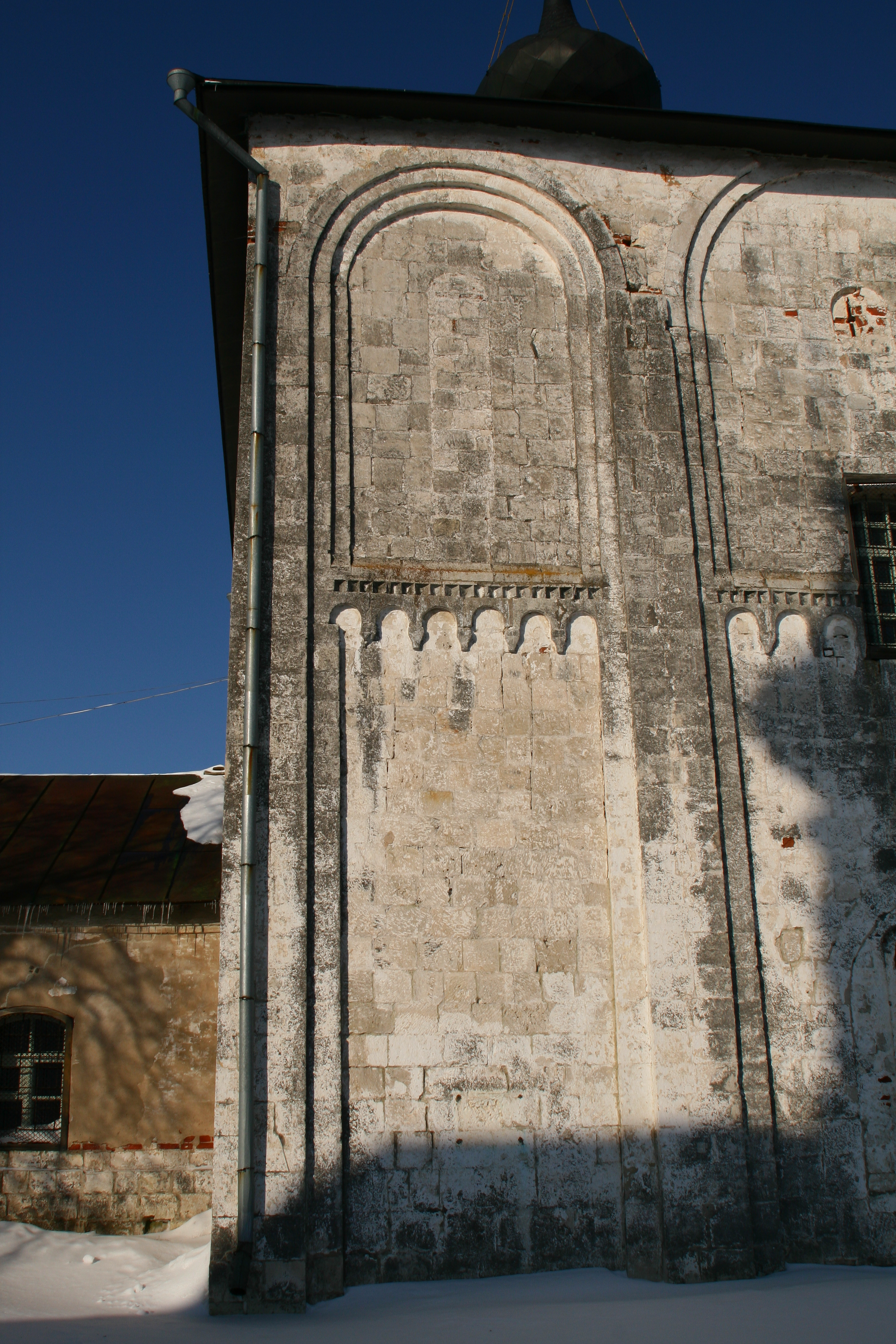
Прясло стены храма Бориса и Глеба в Кидекше. XII век.

Пря́сло — в русском оборонительном зодчестве участок крепостной стены между двумя башнями. То же, что и куртина в европейской терминологии. Схожим образом для обозначения соединения отдельных частей постройки слово используется и в прочих видах русского зодчества.

## Этимология
Слово является суффиксальным производным от «пряду́» (старославянское *pręd-slo со смысловой основой «соединения», «сопряжения»), разросшееся в куст значений — от «части прялки» до «звена изгороди, забора»; «сооружения для сушки снопов» (ср. чеш. přáslo — «часть забора между двумя столбами, ярус», пол. przęsɫo — то же).

## Примеры использования
Оборот речи «прясло Воротной и Климентовской башен» обозначает участок крепостной стены, ограниченный Воротной и Климентовской башнями.
В храмовой архитектуре прясла — вертикальные части фасада, разделённые лопатками или пилястрами.
В деревенском обиходе — часть изгороди между опорами.

## См.также
- Бой
- Захаб